# Rożki (Mazovie)
Pour les articles homonymes, voir Rożki.
Rożki (prononciation : [ˈrɔʂki]) est un village polonais de la gmina de Kowala dans le powiat de Radom de la voïvodie de Mazovie dans le centre-est de la Pologne.
Il se situe à environ 3 kilomètres au nord-ouest de Kowala (siège de la gmina), 12 kilomètres au sud-ouest de Radom (siège de le powiat) et à 98 kilomètres au sud de Varsovie (capitale de la Pologne).
Le village compte approximativement une population de 535 habitants en 2009.

## Histoire
De 1975 à 1998, le village appartenait administrativement à la voïvodie de Radom.